# Wereldtentoonstelling van 1862
De International Exhibition, ook wel bekend als de Great London Exposition, was een wereldtentoonstelling die van 1 mei t/m 1 november 1862 werd gehouden in Londen. Het Bureau International des Expositions (BIE) heeft de tentoonstelling achteraf erkend als de 3e universele wereldtentoonstelling.

## Locatie
De tentoonstelling bevond zich naast de tuinen van de Royal Horticultural Society, op de plaats waar nu een groot aantal museums staan zoals het Natural History Museum en het Science Museum. Het totale terrein van de tentoonstelling bedroeg 9 hectare.
Het gebouw waarin de tentoonstelling plaatsvond was ontworpen door kapitein Francis Fowke (1823-1865), en gebouwd door Charles en Thomas Lucas en Sir John Kelk. De kosten voor de bouw werden gefinancierd met de opbrengst van de Great Exhibition uit 1851. Het gebouw bestond uit een grote centrale ruimte met twee extra vleugels. De vleugels werden na de tentoonstelling gesloopt. Het centrale gedeelte was 351 meter lang, en had twee kristallen koepels. Hoewel deze koepels destijds de grootste ter wereld waren, waren de meeste bezoekers er niet echt van onder de indruk.

## Exposities
De tentoonstelling werd gesponsord door de Royal Society of Arts, Manufactures and Trade. Er stonden 28 000 exposanten uit 36 landen. De exposities gingen vooral over industrie, technologie en kunst. De tentoonstelling trok zo’n 6,1 miljoen bezoekers.
Enkele voorbeelden van de exposities op de tentoonstelling waren onder meer onderdelen van Charles Babbage' analytische machine, katoenmolens, en motoren van de firma van Henry Maudslay. Bij de kunstafdeling werden tapijten, sculpturen, meubels en glaskunstwerken tentoongesteld.

## Inno delle nazioni
Ter gelegenheid van de wereldtentoonstelling schreef Giuseppe Verdi de Inno delle nazioni.

## Succes
De opbrengst van de tentoonstelling was £790 hoger dan de kosten.
Na afloop werd de tentoonstelling in zijn geheel echter gezien als een mislukking vergeleken met de eerdere tentoonstelling uit 1851.